# Hippanthrope
Un hippanthrope est, dans les mythes, les légendes et le folklore du monde entier, un être humain transformé ou qui se croit transformé en cheval. Plus rare que la lycanthropie, cette transformation est décrite dans un certain nombre d'histoires depuis l'époque de la mythologie grecque. Désormais reconnue comme étant une maladie mentale, l'hippanthropie rejoint de façon plus large les différentes zoopathies, c'est-à-dire les maladies où des hommes se croient transformés en animaux.

## Définition
L'hippanthropie est définie dans différents dictionnaires du XIXe siècle comme la mélancolie ou la maladie de ceux qui se croient changés en cheval,,.

## Études de cas médicaux
Le Dictionnaire encyclopédique des sciences médicales cite plusieurs exemples d'hippanthropie : 

« Les exemples de délire hippique qui sont parvenus à notre connaissance nous paraissent devoir être rapportés, pour la plupart, à des paraphrosynes causées par l'ingestion de substances ou de préparations narcotiques dans les voies alimentaires.  Saint Augustin avait connu un nommé Prestantius dont le père prétendait avoir été changé en cheval, et avoir accompli sous cette forme des travaux fort durs. Mais l'hippanthropie est quelquefois spontanée. On présenta à saint Macaire une jeune femme qui se disait transformée en jument ; il ne lui fut pas possible de constater la vérité de cette assertion, et il conclut en disant que la métamorphose n'avait de réalité que dans l'imagination de cette femme. J'ai vu un halluciné qui lançait des ruades en atteignant les murailles ; il s'y disait forcé parce qu'il entrait dans son rôle d'imiter les habitudes des chevaux. Un autre aliéné qui prétendait avoir une tête du cheval, passait une partie de son temps à courir au galop, dans nos jardins : ces deux malades déliraient sur plusieurs autres sujets »

— Dictionnaire encyclopédique des sciences médicales
Sauvages rapporte, sur la foi du père Le Conte, qu'un Chinois persuadé par des Bonzes de se réincarner en cheval après sa mort, et d'être chargé de porter les dépêches de son empereur dans l'Autre Monde, fut atteint de folie hippanthropique. Comme on lui avait recommandé de s'exercer sans cesse à la course, en évitant de mordre et de ruer, il se tenait sans cesse en haleine, goûtait à peine quelques heures d'un sommeil agité, se figurait sentir le poids de la selle, la gêne du mors, et entendre le claquement du fouet manié par le postillon qui devait le lancer. Au moment du réveil, il se trouvait inondé de sueur, et il se demandait s'il était homme ou cheval.

## Mythologie grecque
L'hippanthropie est mentionnée dans l'histoire de Mélanippe fille de Chiron, une nymphe qui naquit douée du don de prophétie. Selon les versions, elle est changée en jument noire ou en cheval ailé en punition pour avoir révélé à Chiron qu'il perdrait son immortalité.